# Плавання на Чемпіонаті Європи з водних видів спорту 2018 — змішана естафета 4x100 метрів комплексом
Змагання з плавання в змішаній естафеті 4x100 метрів комплексом на Чемпіонаті Європи з водних видів спорту 2018 відбулися 6 серпня.

## Рекорди
|                   | Країна          | Час     | Місто    | Дата           |
| ----------------- | --------------- | ------- | -------- | -------------- |
| Світовий рекорд   | США             | 3:38.56 | Будапешт | 26 липня 2017  |
| Рекорд Європи     | Велика Британія | 3:41.56 | Будапешт | 26 липня 2017  |
| Рекорд чемпіонату | Велика Британія | 3:44.02 | Берлін   | 19 серпня 2014 |

Під час цих змагань встановлено такі рекорди:
| Дата     | Дисципліна | Країна          | Час     | Рекорд |
| -------- | ---------- | --------------- | ------- | ------ |
| 6 серпня | Фінал      | Велика Британія | 3:40.18 | CR, ER |

## Результати

### Попередні запливи
| Місце | Заплив | Доріжка | Країна          | Плавці | Час     | Примітки |
| ----- | ------ | ------- | --------------- | --- | ------- | -------- |
| 1     | 1      | 8       | Нідерланди      | Мааке де Ваард (1:01.08) Арно Каммінга (59.06) Йорі Верлінден (51.78) Раномі Кромовідьойо (53.42)           | 3:45.34 | Q        |
| 2     | 1      | 3       | Німеччина       | Дженні Менсінг (1:00.41) Фабіан Швінгеншльогль (59.84) Маріус Кусч (51.69) Анніка Брухн (54.28)             | 3:46.22 | Q        |
| 3     | 1      | 4       | Росія           | Григорій Тарасевич (53.22) Ілля Хоменко (59.57) Вікторія Андрєєва (59.68) Марія Каменева (53.98)            | 3:46.45 | Q        |
| 4     | 2      | 1       | Велика Британія | Ніколас Піль (54.50) Адам Піті (58.49) Шарлотта Аткінсон (59.90) Фрея Андерсон (54.55)                      | 3:47.44 | Q        |
| 5     | 2      | 6       | Італія          | Маттео Рестіво (55.14 ) Аріанна Кастільйоні (1:06.32) Елена ді Ліддо (57.76) Лука Дотто (48.51)             | 3:47.73 | Q        |
| 6     | 2      | 5       | Польща          | Каспер Стоковський (55.21) Марцін Столярський (1:00.40) Анна Довгієрт (59.47) Катаржина Васік (54.43)       | 3:49.51 | Q        |
| 7     | 1      | 6       | Швеція          | Густаф Гокфельт (55.43) Йоганнес Скагіус (1:00.26) Луїз Ганссон (57.95) Магдалена Курас (55.94)             | 3:49.58 | Q        |
| 8     | 1      | 5       | Швейцарія       | Тьєрі Боллен (55.37) Яннік Касер (1:00.43) Свеня Стоффель (1:00.01) Марія Уголкова (54.05)                  | 3:49.86 | Q        |
| 9     | 1      | 7       | Ізраїль         | Давід Гамбург (55.71) Ітай Голдфаден (1:02.18) Аміт Іврі (58.77) Андреа Мурез (54.23)                       | 3:50.89 |          |
| 10    | 2      | 2       | Бельгія         | Еммануель Ванлучене (56.32) Бастен Каертс (1:00.32) Кімберлі Байс (58.39) Джульєтт Дюмон (56.19)            | 3:51.22 |          |
| 11    | 2      | 3       | Литва           | Гутіс Станкевічюс (55.10) Котріна Тетеревкова (1:08.74) Деівідас Маргевічіус (52.41) Рута Мейлутіте (55.60) | 3:51.85 |          |
| 12    | 2      | 8       | Білорусь        | Микита Цмих (55.14) Ілля Шиманович (59.15) Анастасія Куляшова (1:00.73) Юлія Хітрая (57.13)                 | 3:52.15 |          |
| 13    | 2      | 7       | Естонія         | Карл Йоганн Лухт (55.88) Марія Романюк (1:09.51) Даніель Зайцев (53.11) Керту Лу Алнек (56.40)              | 3:54.90 |          |
| 14    | 1      | 1       | Австрія         | Бернгардт Рейтшаммер (55.47) Крістофер Ротбауер (1:01.76) Клаудіа Гуфнагль (1:02.07) Лєна Креундль (55.70)  | 3:55.00 |          |
| 15    | 1      | 0       | Туреччина       | Метін Айдин (55.85) Беркай Омер Огретір (1:01.51) Ніда Еліз Устундаг (1:02.20) Селен Озбілен (56.11)        | 3:55.67 |          |
| 16    | 2      | 4       | Латвія          | Гіртс Фелдбергс (55.96) Даніілс Бобровс (1:01.62) Габріела Нікітіна (1:05.45) Єва Малука (56.01)            | 3:59.04 |          |
| 17    | 1      | 2       | Словаччина      | Адам Чернек (58.20) Томаш Клобучник (1:00.82) Андреа Подманікова (1:03.37) Лаура Бенкова (57.34)            | 3:59.73 |          |
| 18    | 2      | 0       | Угорщина        | Габор Балог (54.59) Анна Станкович (1:08.46) Евелін Веррасто (1:00.41) Домінік Кожма                        | DSQ     | DSQ      |

### Фінал[1]
| Місце | Доріжка | Країна          | Плавці                                                                                                | Час     | Примітки |
| ----- | ------- | --------------- | --- | ------- | -------- |
| 1     | 6       | Велика Британія | Джорджія Девіс (59.12) Адам Піті (57.27) Джеймс Гай (50.96) Фрея Андерсон (52.83)                     | 3:40.18 | CR, ER   |
| 2     | 3       | Росія           | Климент Колесников (52.51) Юлія Єфімова (1:05.07) Світлана Чімрова (57.30) Володимир Морозов (47.83)  | 3:42.71 | NR       |
| 3     | 2       | Італія          | Маргеріта Панцієра (1:00.11) Фабіо Скоццолі (59.46) Елена ді Ліддо (57.68) Алессандро Міреззі (47.60) | 3:44.85 | NR       |
| 4     | 4       | Нідерланди      | Кіра Туссен (1:00.33) Арно Каммінга (1:00.89) Йорі Верлінден (51.37) Раномі Кромовідьойо (52.98)      | 3:45.57 |          |
| 5     | 5       | Німеччина       | Дженні Менсінг (1:00.91) Фабіан Швінгеншльогль (59.65) Маріус Кусч (51.41) Анніка Брухн (53.85)       | 3:45.82 |          |
| 6     | 7       | Польща          | Аліція Тчорж (1:00.94) Марцін Столярський (1:00.14) Міхал Чуді (52.57) Катаржина Васік (54.07)        | 3:47.72 | NR       |
| 7     | 8       | Швейцарія       | Тьєрі Боллен (54.81) Яннік Касер (1:00.46) Свеня Стоффель (59.46) Марія Уголкова (53.53)              | 3:48.26 | NR       |
| 8     | 1       | Швеція          | Густаф Гокфельт (54.71) Йоганнес Скагіус (1:00.40) Луїз Ганссон (58.01) Іда Ліндборг (55.41)          | 3:48.53 | NR       |